# Обкладинка (філателія)

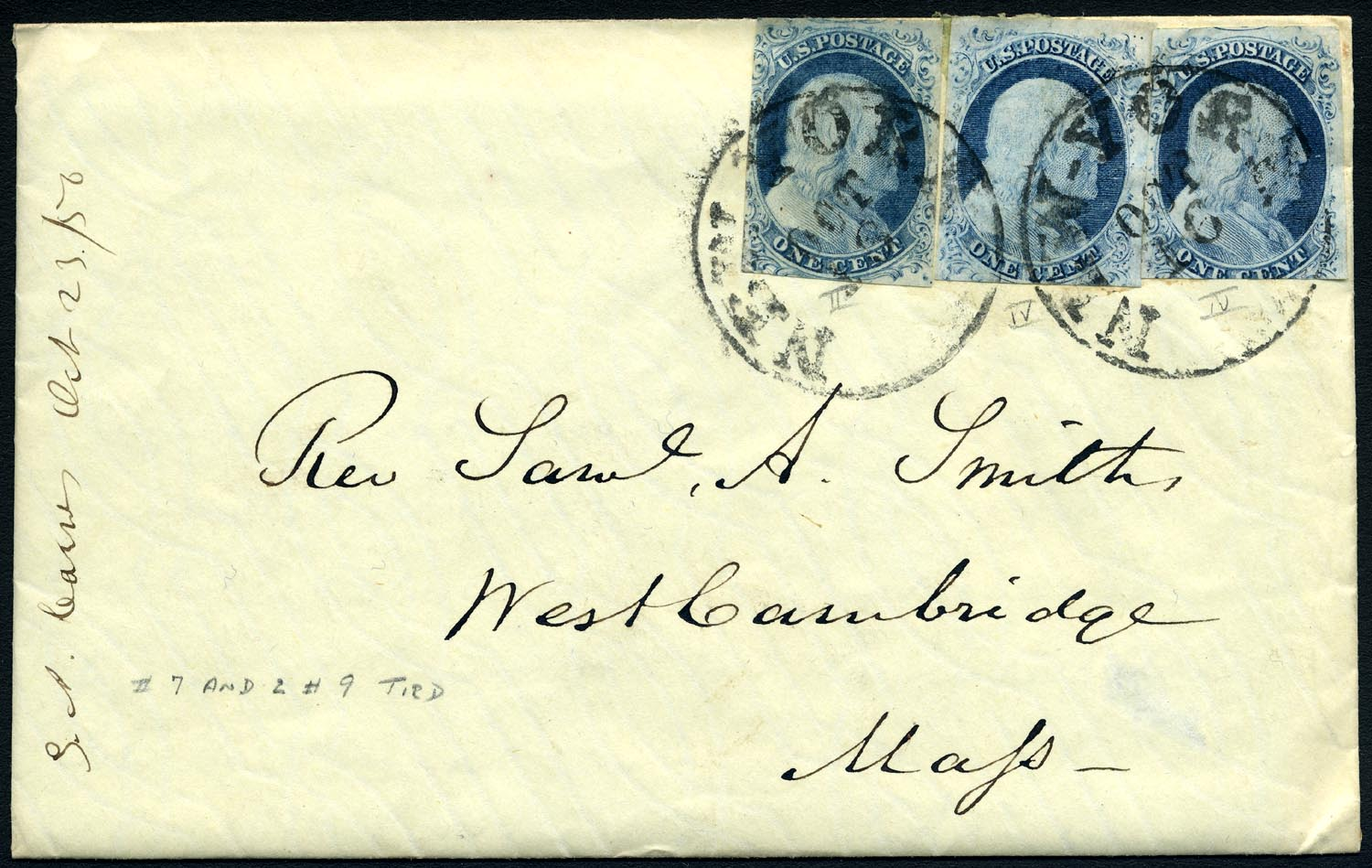
Обкладинка 1856 року, розміщена в Нью-Йорку з трьома приклеєними марками по 1 центу

Обкладинка — у філателії термін, який стосується зовнішньої сторони конверта чи пакунка з адресою, зазвичай із погашеними поштовими марками, і це термін, який зазвичай використовується серед колекціонерів марок та історії пошти. Термін не включає вміст листа чи пакунка, хоча вони можуть додати інтерес до елемента, якщо вони все ще присутні. Колекціонування обкладинок відіграє важливу роль в історії пошти, оскільки на багатьох обкладинках є марки, поштові штемпелі та інші позначки, а також імена та адреси, які допомагають розмістити обкладинку в певний час і місце в історії.

## Історія

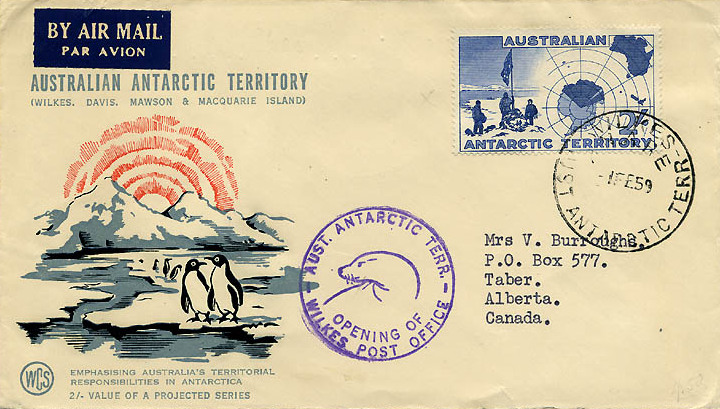
Обкладинка AAT на честь відкриття поштового відділення в 1959 році

Термін походить від практики прикриття листа шляхом згортання окремого аркуша навколо нього, щоб фізично захистити його та запобігти порушенню конфіденційності. У першій половині ХІХ століття стало модним вирізати обкладинку у формі ромба або ромбів. Це був попередник відомої сьогодні версії конверта. Його зручність і популярність призвели до того, що дизайн ромбовидної форми був прийнятий для спеціальних передплачених поштових конвертів і обкладинок, випущених у 1840 році після поштової реформи, запровадженої Роулендом Гіллом та іншими.
Філателістична обкладинка — конверт або листівка, виготовлена з маркою (марками) та адресою та надіслана через систему доставки поштою з метою створення предмета колекціонування.

## Категорії
Існує кілька різних основних категорій обкладинок. Назви типів обкладинок також є термінологією, яка зазвичай використовується колекціонерами марок та поштової історії. Існує велика різноманітність обкладинок, які можна розділити на кілька основних категорій. Категорії починаються з найпоширеніших типів колекційних обкладинок, таких як обкладинки першого дня або обкладинки першого польоту. Іноді в тематиці категорій буде збігатися. Наприклад, є обкладинки першого дня, які також надсилалися з поштою на борту літака під час відправлення пошти першого рейсу. Обкладинки подій також можуть включати Перші польоти або інші типи обкладинок. Військове покриття, надіслане главі держави, також можна назвати історичним.
- Конверт першого дня зазвичай являє собою конверт із поштовою маркою, погашеною в перший день випуску. Дизайн або тема марки можуть бути надруковані на обкладинці, щоб підвищити її привабливість для філателістичної спільноти.[6]
- Обкладинка події відзначає подію або відзначає річницю.
- Штамп на обкладинці — це обкладинка, яка збирається як приклад певної марки, яка поштово використовується на обкладинці, однак старіші марки з недавнім погашенням зазвичай є філателістичними (надсилаються поштою з наміром відновити та зібрати предмет).
- Попередньо проштампована обкладинка — це обкладинка, на якій уже є відбиток марки.
- Конверт першого польоту — це листи, що перевозяться літаком, як правило, уповноваженим урядом або поштовою адміністрацією, вперше за певним маршрутом.
- Домаркова обкладинка — це конверт або складений зовнішній аркуш із адресою та рукописом або поштовими позначками, проштампованими чорнилом, без передплачених клейових поштових марок, як правило, з періоду до того, як клейкі поштові марки стали доступними або поширеними в середині-кінці ХІХ століття.[7]
- Військові обкладинки можуть включати широкий спектр тем, зокрема обкладинки першого польоту та військовополонених. Пошта, надіслана з армійського поштового відділення (APO) або військово-морського поштового відділення (Fleet Post Office, FPO), є поширеним типом військового покриття.[8]
- Залізничні обкладинки — це пошта, яка оброблялася на борту спеціальних залізничних вагонів, обладнаних офіційним поштовим відділенням, де пошта обробляється на шляху до місця призначення.
- Історичні обкладинки — це обкладинки, які мають особливе історичне значення, що перевищує середню колекційну обкладинку. Це можуть бути листи, надіслані королями, президентами чи іншими главами держав. Якщо історичне прикриття надійшло, наприклад, від генерала армії, то обкладинку також можна класифікувати як військове прикриття.[4][5] Назви категорій обкладинок зазвичай використовуються як загальні посилання у філателії. Якщо деякі аспекти обкладинки (дата+поштовий штемпель, ім'я+адреса) згадуються в історичній якості, категорія обкладинки може навіть не згадуватися.
- Лицьові сторони обкладинки — це обкладинки, у яких з відомої чи невідомої причини зберігається лише лицьова сторона. Ці обкладинки цілком можна колекціонувати, але при їх продажу чи описі слід зазначити, що вони лише лицьові.
- Обкладинки для поштових лічильників — це зазвичай комерційні конверти з відбитками поштових лічильників. Окрім збору за країнами, їх можна зібрати за виробником вимірювальної машини та за темою рекламних слоганів кліше лічильників.

Інші спеціальні типи обкладинок включають цензуровані обкладинки разом із блокадною поштою, обкладинки Pony Express, обкладинки військовополонених і патріотичні обкладинки тощо.

## Доступність
Доступність різних типів обкладинок значно відрізняється, і це те, що часто додає перспективи історичному та філателістичному значенню обкладинки. Наприклад, обкладинки Перший день і Перший політ загалом є поширеними, тому що події, які надихнули на створення цих обкладинок, були дещо звичайними. В інших прикладах різні типи військових та історичних обкладинок часто є дефіцитними або рідкісними, оскільки обставини чи події, які спонукали до створення цих обкладинок, навпаки, були незвичайними. Хоча обкладинки, надіслані в останні десятиліття, як правило, є звичайними, вони також можуть виявитися рідкісними просто тому, що обставини, які створили ці обкладинки, були (іноді дуже) рідкісними, як і різні приклади історичних обкладинок, тобто надсилання главою держави іншій офіційно відома особа. У той же час існують обкладинки, які є досить старими, але все ще поширеними і їх не дуже важко знайти, як і різні типи листівок або комерційних обкладинок. Патріотичні обкладинки, як правило, поширені, оскільки практика надсилання їх була популярною, особливо під час війни. Доступність патріотичного покриття тут також може відрізнятися залежно від країни та періоду часу. Обкладинки, зібрані для марки на обкладинку, можуть значно відрізнятися за доступністю та, як правило, залежать від наявності самого випуску марки разом із попитом на використання певного номіналу. Номінал марки часто визначає наявність випуску на обкладинці, оскільки використання деяких, як правило, вищих номіналів було рідкісним через низький попит на певну поштову ставку. Існує низка обставин, які можуть вплинути на доступність даного типу обкладинки та які часто сприяють історичній та філателістичній цінності обкладинки.